# Risiocnemis laguna
Risiocnemis laguna är en trollsländeart som beskrevs av Hämäläinen 1991. Risiocnemis laguna ingår i släktet Risiocnemis och familjen flodflicksländor. Inga underarter finns listade i Catalogue of Life.